# Оружие самообороны в России
Оружие самообороны — совокупность видов оружия и иных технических средств, которые на законном основании могут быть использованы лицом для защиты жизни и здоровья лиц, чья жизнь или здоровье подвергаются угрозе в результате преступного посягательства или иных обстоятельств (необходимая оборона).
Порядок приобретения, хранения и использования оружия и иных технических средств в качестве оружия самообороны в ряде стран, в том числе в России, установлен законодательно.

## История регулирования оборота гражданского оружия в России
Изначально в России существовали лишь запреты на незаконную стрельбу из огнестрельного оружия и на его ношение в некоторых случаях, но не на его хранение. При этом запрещалось ношение определенных видов холодного оружия — указ от 8 июля 1793 г. «О неношении тростей с потаенными кинжалами», предписывал: «…тростей со вделанными в них потаёнными кинжалами, клинками и с другими орудиями никому не носить».
До 1845 года практически любой человек в Российской империи, вне зависимости от сословия, мог свободно приобрести любое огнестрельное оружие. Но затем в ряде регионов, обычно приграничных, огнестрельное оружие перестало быть одинаково доступным всем сословиям. Например, в 1845 году «по Высочайшему Его Императорского Величества повелению, последовавшему 27 апреля текущего года, на всеподданнейший доклад его Министра Финансов об оружии пограничных с Пруссиею жителей, входил он по сему предмету с представлением в Комитет Министров. По положению о сем Комитете Министров Государь Император 5 сего июля Высочайше повелеть соизволил: для отвращения на будущее время беспорядков, близ границы происходивших, и охранения спокойствия, в подтверждение и дополнение существующих уже по сему предмету постановлений, сделать следующие распоряжения: 1. По границе нашей с Пруссиею, на 50-вёрстном от неё пространстве, входящем в состав управления Виленского, Ковенского, Минского и Гродненского Генерал-губернатора, воспретить жителям всех сословий, за исключением лишь помещиков, иметь ружья, пистолеты и всякое холодное оружие, кроме охотничьих ружей для стреляния хищных зверей и птиц, полагая таковых... по одному на десять крестьянских дворов; 2. Помещикам, в помянутой пограничной полосе живущим, дозволить иметь оружие для собственного лишь употребления, кроме солдатского, для войск предназначенного». С конца XIX века было также запрещено всем сословиям иметь оружие, используемое в армии, и оружие под армейские боеприпасы.
В XIX веке общие ограничения на хранение и ношение огнестрельного оружия распространялись лишь на «мятежные губернии»: например, во время польского восстания 1830—1831 годов практиковалась конфискация огнестрельного оружия даже у населения, не принимавшего участия в восстании. Отдел IХ третьей главы «Уложения о наказаниях уголовных и исправительных», оговаривал условия изготовления, хранения, ношения, пользования оружием и содержал меры административной и уголовной ответственности за их нарушения.
В начале XX века в России произошло ужесточение оружейного законодательства:
- 10 июня 1900 г. императором было утверждено мнение Государственного Совета «О запрещении изготовления и привоза из-за границы огнестрельного оружия образцов, употребляемых в войсках».
- Постановление от 29 мая 1903 года запретило хранение нарезных скорострельных (магазинных и т. п.) ружей и патронов к ним «без особого на то свидетельства губернатора» и впервые обязало всех торговцев оружием «вести особые книги, в которые вносятся всё имеющееся у них на складе или в магазине оружие, отмечать, когда и кому проданы». Эти книги должны были по первому требованию предоставляться полицейским или другим чиновникам[1].
- В ноябре 1905 года Николай II утвердил положение Совета министров «О порядке хранения и продажи огнестрельного оружия». Этот документ давал губернаторам право «при наличии чрезвычайных обстоятельств, угрожающих общественному порядку и спокойствию», издавать временные постановления, регламентирующие оборот оружия. Заметно ужесточались и правила ввоза оружия из-за рубежа[3].

Помимо официально опубликованных законодательных актов Российской империи существовали и секретные циркуляры, предназначенные губернаторам и генерал-губернаторам и содержавшие ограничения и запреты на владение и ношение оружия различными группами населения.
После Октябрьской социалистической революции 1917 года правительство Ленина ввело запрет на владение огнестрельным оружием для частных лиц и организаций, кроме тех, кому такое разрешение было выдано специально:
- 10 декабря 1918 г. был издан декрет Совета народных комиссаров РСФСР «О сдаче оружия», в соответствии с которым население и гражданские учреждения были обязаны сдать имеющиеся у них винтовки, пулемёты, револьверы всех систем (независимо, исправны они или нет), а также патроны и шашки. Разрешения на хранение оружия, выданные до издания декрета, считались недействительными. Разрешение на владение огнестрельным оружием сохранялось для членов РКП(б), но не более одной винтовки и одного револьвера на человека.[4]
- 12 июля 1920 года был принят декрет Совета Народных Комиссаров РСФСР «О выдаче и хранении огнестрельного оружия и обращении с ним», который регламентировал основания хранения и использования оружия: его могли хранить и носить лишь лица, которым оно выдано в связи с выполнением служебных обязанностей (военнослужащие, сотрудники милиции), а также лица, получившие на это право в соответствии с декретом Совета Народных Комиссаров РСФСР от 10 декабря 1918 г. «О сдаче оружия». Кроме того, чрезвычайные комиссии в случае необходимости могли разрешить выдачу оружия другим категориям лиц. Декрет устанавливал ответственность за незаконное хранение огнестрельного оружия.
- 20 июля 1920 года Совет Народных Комиссаров РСФСР принял декрет «Об охоте», определивший, что право на охоту имели все достигшие совершеннолетия граждане РСФСР и устанавливавший порядок приобретения охотничьего огнестрельного оружия;
- декретом ЦИК РСФСР от 17 ноября 1921 года «О порядке реквизиции и конфискации имущества частных лиц и обществ» было установлено, что оружие, взрывчатые вещества, воинское снаряжение при отсутствии надлежащего разрешения на хранение подлежали обязательной безвозмездной сдаче государству, в случае обнаружения данных предметов они конфисковывались с привлечением владельцев к уголовной ответственности[5]

28 октября 2024 года Росгвардия проинформировала о том, что граждане, которые не совершили тяжелых административных нарушений в сфере оборота оружия, освобождаются от ответственности в том случае, если передадут его на нужды боевых действий на Украине. 

## Виды

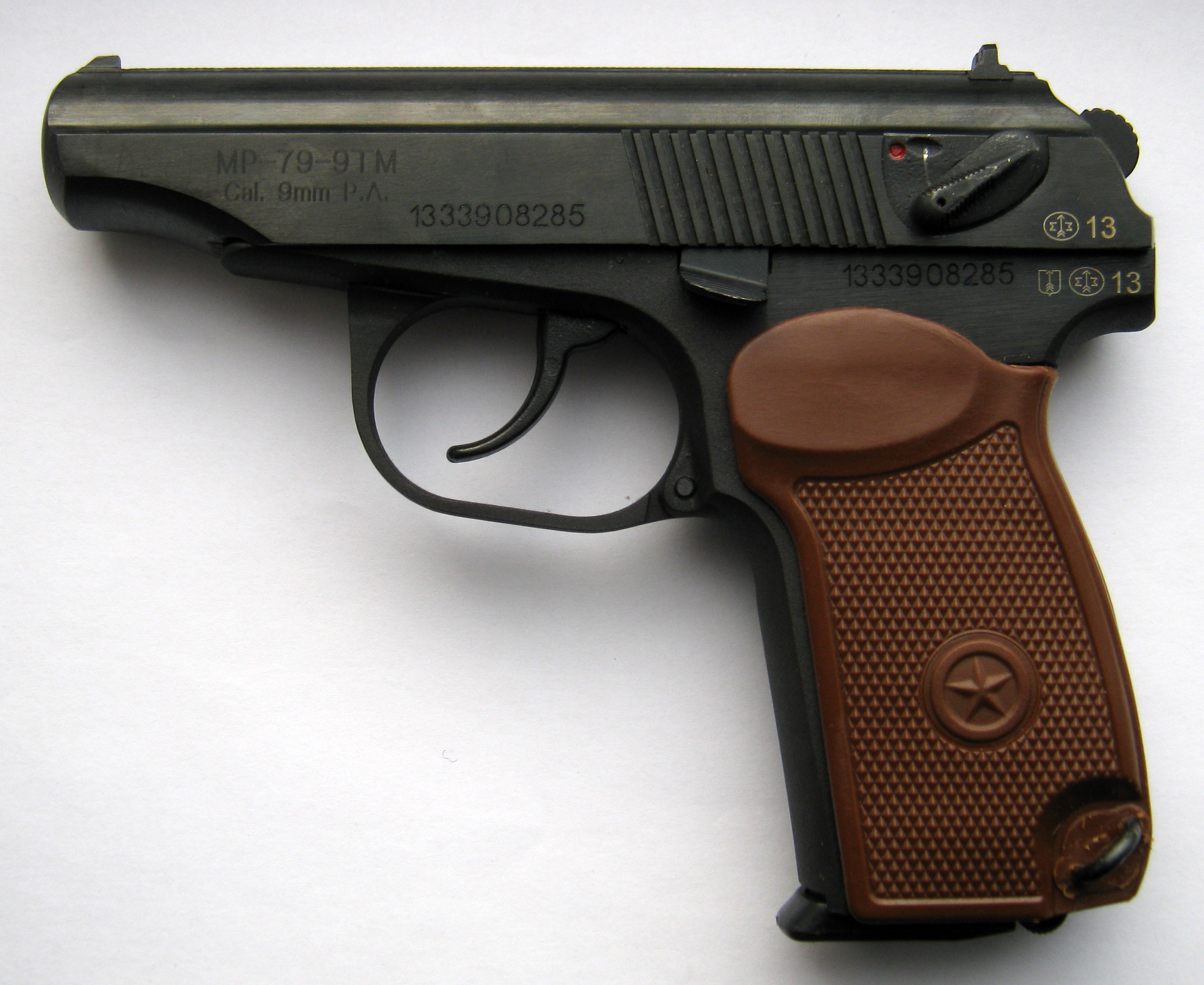
Пистолет огнестрельный ограниченного поражения МР-79-9ТМ

Согласно ст. 3 Закона об оружии РФ, к оружию самообороны относится:
- огнестрельное гладкоствольное длинноствольное оружие, в том числе с патронами травматического действия, соответствующими нормам Министерства здравоохранения Российской Федерации;
- огнестрельное бесствольное оружие отечественного производства с патронами травматического, газового и светозвукового действия, соответствующими нормам Министерства здравоохранения Российской Федерации;
- газовое оружие: газовые пистолеты и револьверы, механические распылители, аэрозольные и другие устройства, снаряженные слезоточивыми или раздражающими веществами, разрешенными к применению Министерством здравоохранения Российской Федерации;
- электрошоковые устройства и искровые разрядники отечественного производства, имеющие выходные параметры, соответствующие требованиям государственных стандартов Российской Федерации и нормам Министерства здравоохранения Российской Федерации.

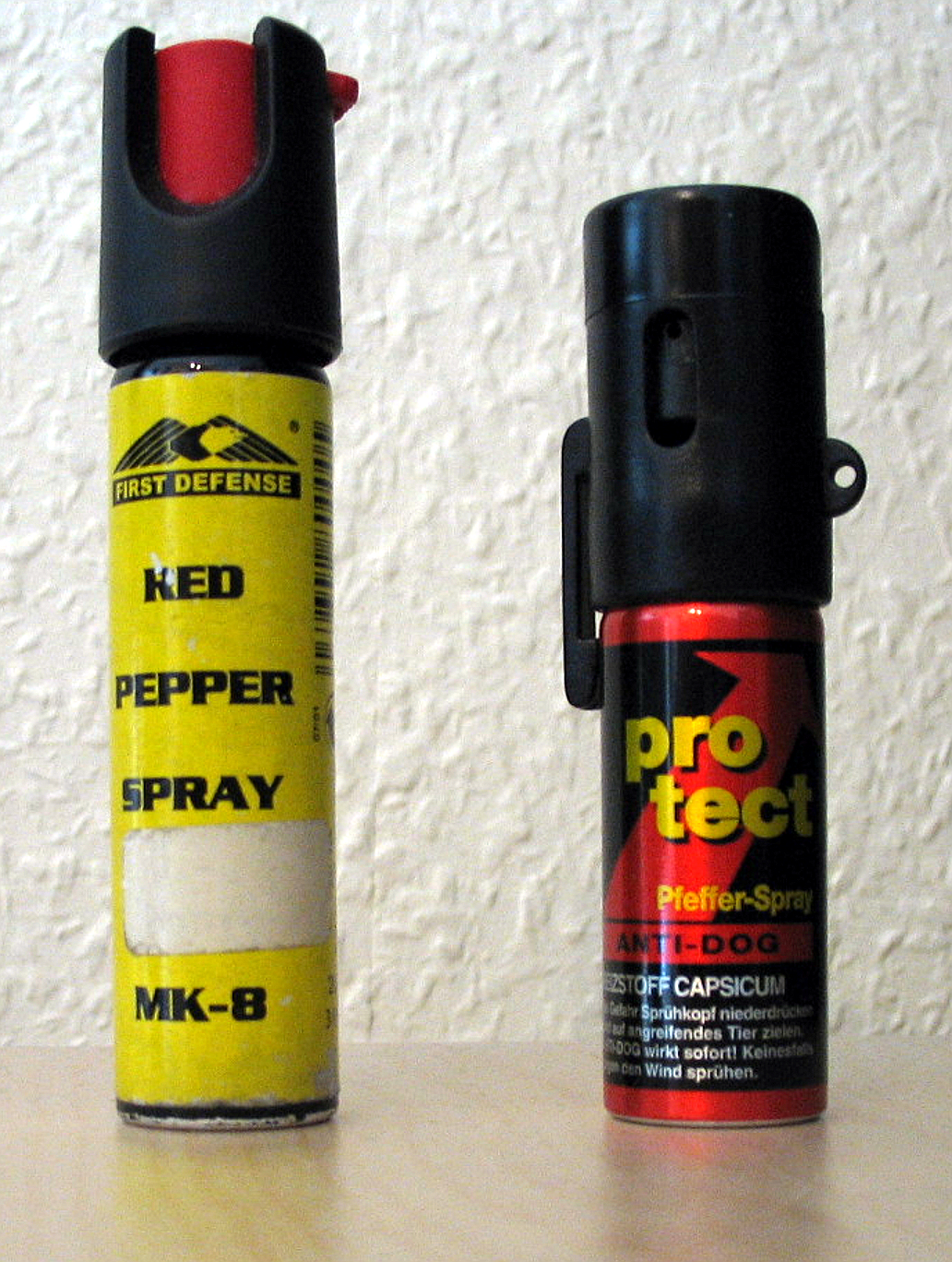
Газовые балончики

## Приобретение оружия самообороны
Согласно ст. 13, право на приобретение оружия самообороны имеют граждане Российской Федерации, достигшие 18-летнего возраста (21-летнего для ОООП), после получения лицензии на приобретение конкретного вида оружия в органах внутренних дел по месту жительства.
Граждане Российской Федерации, приобретающие газовые пистолеты или револьверы, огнестрельное бесствольное оружие самообороны отечественного производства, сигнальное оружие либо приобретающие огнестрельное гладкоствольное длинноствольное оружие в целях самообороны, для получения лицензий и разрешений на их приобретение должны представить по месту жительства в орган внутренних дел:
- заявление по установленной форме;
- ксерокопию паспорта гражданина Российской Федерации или иного документа, удостоверяющего личность и гражданство Российской Федерации;
- две фотографии размером 3 × 4 см;
- медицинское заключение об отсутствии у заявителя противопоказаний для владения оружием (медицинская справка по форме № 046-1).

Приобретенное оружие подлежит регистрации в двухнедельный срок в органах внутренних дел по месту жительства. В лицензии на оружие самообороны допускается регистрация не более пяти единиц перечисленных выше типов оружия (кроме огнестрельного гладкоствольного длинноствольного). Данная лицензия одновременно является лицензией на приобретение, хранение и ношение оружия самообороны. Срок действия лицензии составляет пять лет. При регистрации огнестрельного гладкоствольного длинноствольного оружия самообороны, приобретенного на основании полученной лицензии, гражданину Российской Федерации органом внутренних дел по месту жительства выдается разрешение на его хранение сроком на пять лет. Продление срока действия лицензий и разрешений осуществляется в порядке, предусмотренном действующим законодательством.
Механические распылители, аэрозольные и другие устройства, снаряженные слезоточивыми или раздражающими веществами, электрошоковые устройства и искровые разрядники отечественного производства регистрации не подлежат, и граждане Российской Федерации имеют право приобретать их без получения лицензии.

### Проверка знаний по правилам безопасного обращения с оружием
Люди, впервые приобретающие огнестрельное гладкоствольное длинноствольное оружие самообороны, огнестрельное бесствольное оружие самообороны, газовые пистолеты и револьверы, сигнальное оружие, за исключением лиц, имеющих разрешения на хранение или хранение и ношение оружия, согласно ст. 13 обязаны по месту жительства пройти проверку знания правил безопасного обращения с оружием по программе, которую определяет Министерство внутренних дел Российской Федерации.
Программа проверки правил безопасного обращения с оружием определена в п. 88 и включает проверку знания:
- частей (абзацев) 2 и 5 статьи 17, статей 22 и 24 закона «Об оружии»;
- статей 37—39, 222 и 224 Уголовного кодекса РФ;
- статей 20.8, 20.11—20.13 Кодекса РФ об административных правонарушениях;
- Правил оборота гражданского и служебного оружия и патронов к нему на территории Российской Федерации и вышеуказанной Инструкции в части обеспечения сохранности и безопасности хранения оружия самообороны (то есть пункты глав XI Правил оборота и XII Инструкции, касающиеся физических лиц);
- правил безопасного обращения с огнестрельным оружием самообороны (приложение 53 к Инструкции) и действий, связанных с оказанием доврачебной медицинской помощи пострадавшим от применения огнестрельного и газового оружия.

### Основания для отказа в выдаче лицензии
Согласно ст. 13 Федерального закона «Об оружии» лицензия на приобретение оружия не выдается гражданам Российской Федерации:
- не достигшим возраста, установленного настоящим Федеральным законом;
- не представившим медицинское заключение об отсутствии противопоказаний к владению оружием;
- имеющим неснятую или непогашенную судимость за преступление, совершенное умышленно;
- когда-либо привлекавшимся к уголовной ответственности за тяжкое или особо тяжкое преступление, совершенное с применением оружия (даже если судимость снята или погашена);
- отбывающим наказание за совершенное преступление;
- совершившим повторно в течение года административное правонарушение, посягающее на общественный порядок или установленный порядок управления;
- не имеющим постоянного места жительства;
- не представившим в органы внутренних дел документы, подтверждающие прохождение проверки знания правил безопасного обращения с оружием, и другие документы, указанные в настоящем Федеральном законе.

Перечень заболеваний, при наличии которых противопоказано владение оружием, определяется Правительством Российской Федерации.